# Liste von Bergwerken im Kreis Recklinghausen

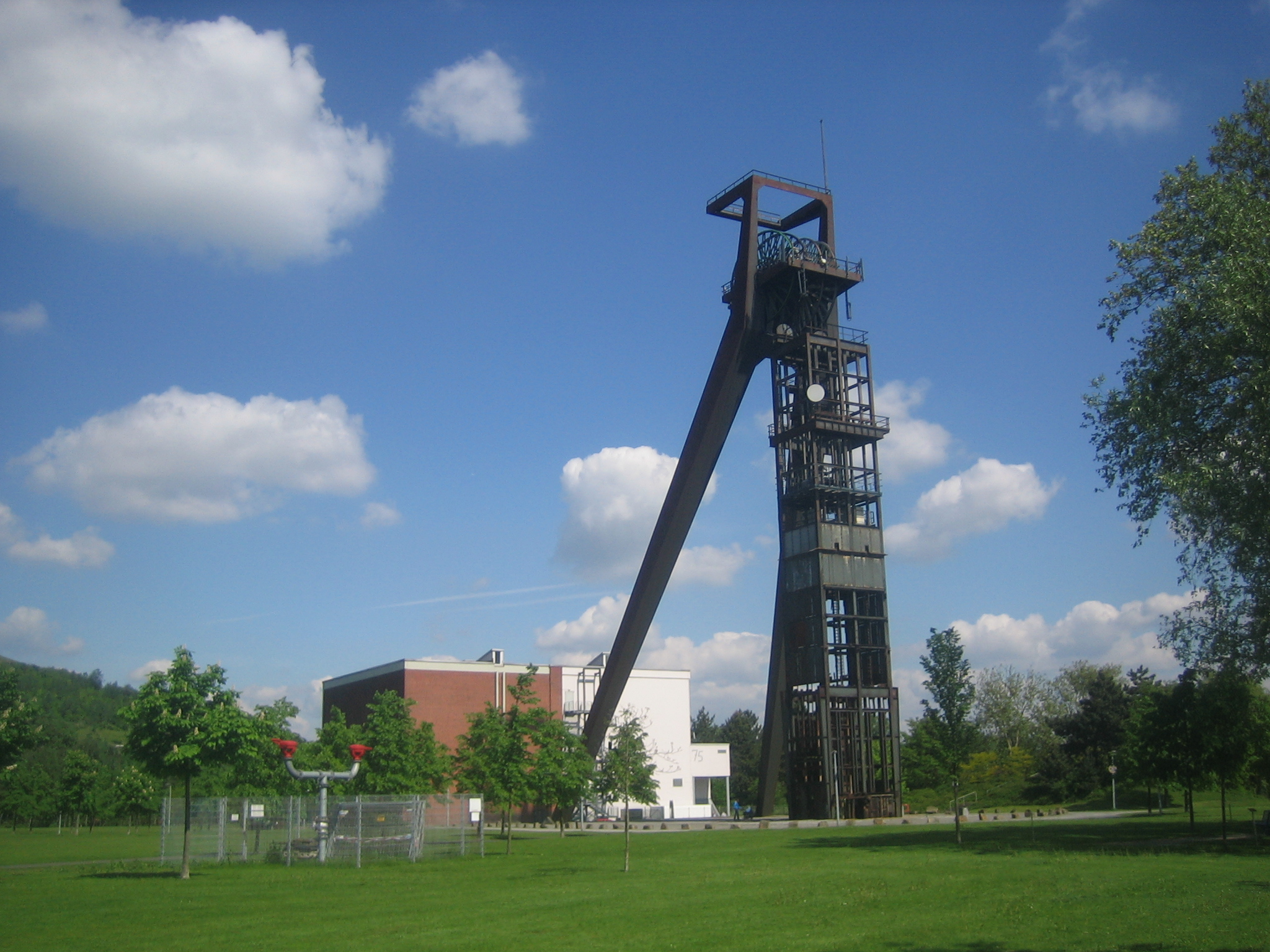
Schacht 4 der Zeche Recklinghausen, 2012

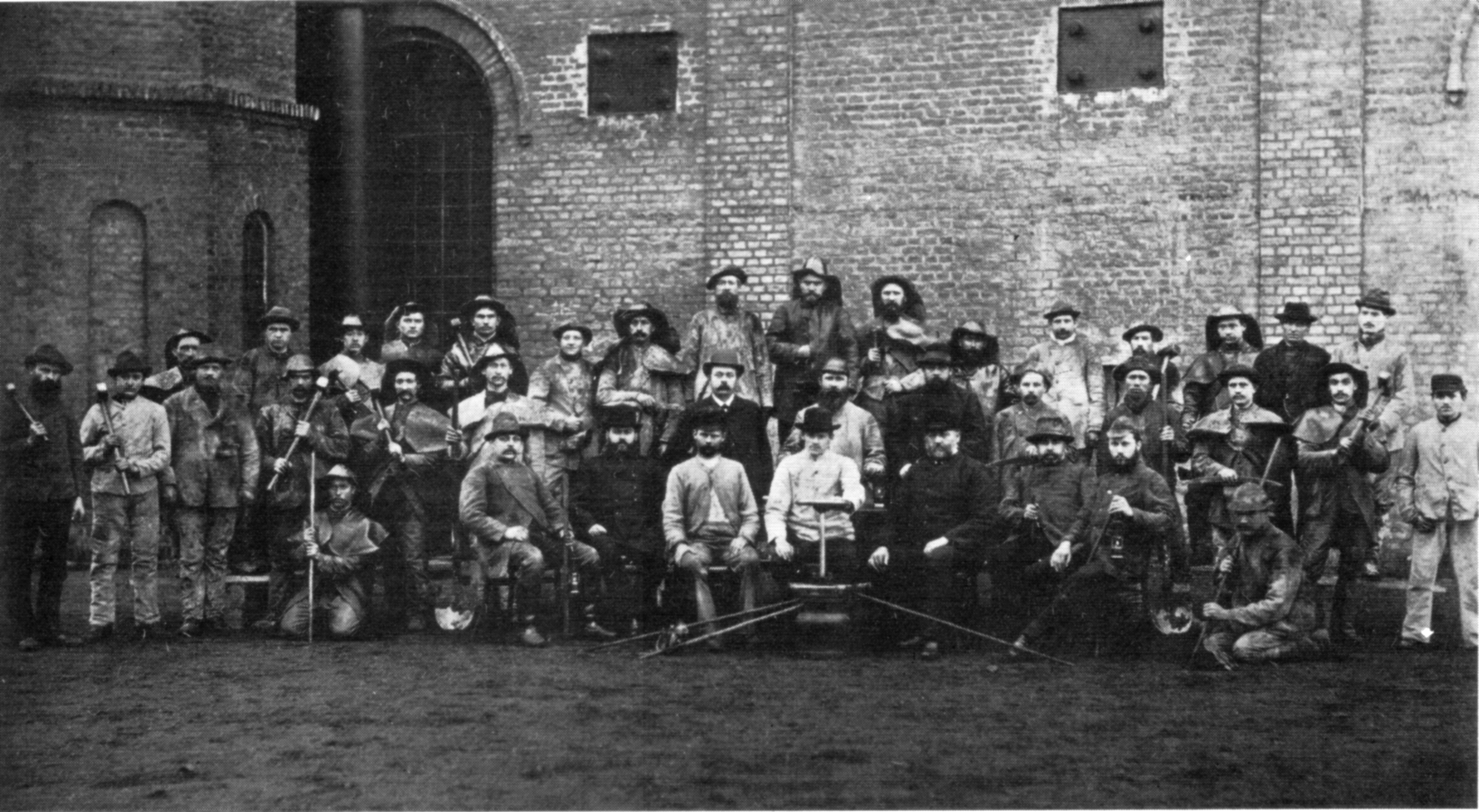
Belegschaft der Zeche König, 1892

Die Liste von Bergwerken im Kreis Recklinghausen umfasst die stillgelegten Steinkohlenbergwerke im Kreis Recklinghausen. Sie zählen zum Rheinisch-Westfälischen Kohlenrevier.

## Geschichte
Die Geschichte des Bergbaus in der Region beginnt mit dem Abteufen des Schachtes I der Zeche Nordstern, Herne, in den 1850er Jahren, in Betrieb genommen 1867. Der Bergbau sorgt für den wirtschaftlichen Aufschwung der Region und damit verbunden auch dem Anstieg der Bevölkerungszahl. Während seiner Gründung im Jahr 1816 zählte der Landkreis noch etwa 38.400 Einwohner, im Jahr 1928 bereits 166.000 Menschen. Die Unternehmen errichteten verschiedene Arbeiterkolonien. Der Bergbau erlebte Konjunkturhöhen und -tiefen. 2002 waren noch sieben Bergwerke in Betrieb. Am 18. Dezember 2015 wurde auf der Zeche Auguste Victoria in Marl die letzte Schicht gefahren. Einige verbliebene Teile der Anlagen stehen unter Denkmalschutz. Zu den Landmarken zählen die Halde Hoheward mit 111 m Höhe. Eine weitere Folge sind die Ewigkeitslasten.

## Liste
Die Zeitpunkte bedeuten ggf. auch den Verleih der Rechte, Beginn der Teufe, bzw. Verfüllung und Abriss bis zur endgültigen Schließung. Ggf. standen die Anlagen auch zwischenzeitlich still. 

### Castrop-Rauxel
| Name          | Stadt und Ortsteil      | Beginn | Ende | Anmerkungen |
| ------------- | ----------------------- | ------ | ---- | ----------- |
| Erin          | Castrop-Rauxel          | 1870   | 1983 |             |
| Graf Schwerin | Castrop-Rauxel          | 1867   | 1983 |             |
| Ickern        | Castrop-Rauxel, Waltrop | 1877   | 1974 |             |
| Victor        | Castrop-Rauxel          | 1874   | 1967 |             |

### Datteln
| Name          | Stadt und Ortsteil | Beginn | Ende | Anmerkungen                        |
| ------------- | ------------------ | ------ | ---- | ---------------------------------- |
| Emscher-Lippe | Datteln            | 1906   | 1972 | Schacht 6 später Ewald Fortsetzung |

### Dorsten
| Name          | Stadt und Ortsteil | Beginn | Ende | Anmerkungen |
| ------------- | ------------------ | ------ | ---- | ----------- |
| Baldur        | Dorsten            | 1906   | 1931 |             |
| Fürst Leopold | Dorsten            | 1906   | 2001 |             |
| Wulfen        | Dorsten            | 1956   | 2000 |             |

### Gladbeck
| Name                | Stadt und Ortsteil | Beginn | Ende | Anmerkungen                                |
| ------------------- | ------------------ | ------ | ---- | ------------------------------------------ |
| Gladbeck            | Gladbeck           | 1873   | 1897 |                                            |
| Graf Moltke         | Gladbeck           | 1871   | 1971 |                                            |
| Möller              | Gladbeck           | 1901   | 1967 | zunächst genannt Schachtanlage Thyssen 1/2 |
| Vereinigte Gladbeck | Gladbeck           | 1901   | 1935 |                                            |
| Zweckel             | Gladbeck           | 1908   | 1963 |                                            |

### Herten
| Name             | Stadt und Ortsteil | Beginn | Ende | Anmerkungen |
| ---------------- | ------------------ | ------ | ---- | ----------- |
| Ewald            | Herten             | 1877   | 2001 |             |
| Schlägel & Eisen | Herten             | 1873   | 2000 |             |

### Marl
| Name                        | Stadt und Ortsteil   | Beginn | Ende | Anmerkungen                                                                         |
| --------------------------- | -------------------- | ------ | ---- | ----------------------------------------------------------------------------------- |
| Auguste Victoria            | Marl, Haltern am See | 1899   | 2015 | Am 18. Dezember 2015 als vorletztes Steinkohlebergwerk des Ruhrgebiets stillgelegt. |
| Auguste Victoria/Blumenthal | Marl                 | 2001   | 2006 |                                                                                     |
| Brassert                    | Marl                 | 1905   | 1972 |                                                                                     |

### Oer-Erkenschwick
| Name              | Stadt und Ortsteil | Beginn | Ende | Anmerkungen                                                                     |
| ----------------- | ------------------ | ------ | ---- | ------------------------------------------------------------------------------- |
| Ewald Fortsetzung | Oer-Erkenschwick   | 1900   | 1978 |                                                                                 |
| Graf Waldersee    | Oer-Erkenschwick   | 1894   | 1900 | später Ewald Fortsetzung                                                        |
| Haard             | Oer-Erkenschwick   | 1978   | 2001 | neue Bezeichnung (ab 1992) für die Schächte 1/2/3 und 4/5 von Ewald Fortsetzung |

### Recklinghausen
| Name                     | Stadt und Ortsteil | Beginn | Ende | Anmerkungen |
| ------------------------ | ------------------ | ------ | ---- | ----------- |
| General Blumenthal       | Recklinghausen     | 1871   | 1992 |             |
| General Blumenthal/Haard | Recklinghausen     | 1992   | 2001 |             |
| König Ludwig             | Recklinghausen     | 1856   | 1965 |             |
| Recklinghausen           | Recklinghausen     | 1864   | 1974 |             |

### Waltrop
| Name    | Stadt und Ortsteil | Beginn | Ende | Anmerkungen |
| ------- | ------------------ | ------ | ---- | ----------- |
| Waltrop | Waltrop            | 1903   | 1979 |             |